# Municipio de Gardner (Dakota del Norte)
El municipio de Gardner (en inglés: Gardner Township) es un municipio ubicado en el condado de Cass en el estado estadounidense de Dakota del Norte. En el año 2010 tenía una población de 107 habitantes y una densidad poblacional de 1,16 personas por km².

## Geografía
El municipio de Gardner se encuentra ubicado en las coordenadas 47°6′28″N 97°0′24″O / 47.10778, -97.00667. Según la Oficina del Censo de los Estados Unidos, el municipio tiene una superficie total de 92.2 km², de la cual 92,2 km² corresponden a tierra firme y (0 %) 0 km² es agua.

## Demografía
Según el censo de 2010, había 107 personas residiendo en el municipio de Gardner. La densidad de población era de 1,16 hab./km². De los 107 habitantes, el municipio de Gardner estaba compuesto por el 97,2 % blancos, el 0,93 % eran asiáticos y el 1,87 % eran de una mezcla de razas. Del total de la población el 0 % eran hispanos o latinos de cualquier raza.